# تشیستیوس
تشیستیوس (به چکی: Čistěves) یک منطقهٔ مسکونی در جمهوری چک است که در ناحیه هرادتس کرالووه واقع شده‌است. تشیستیوس ۱۲۸ نفر جمعیت دارد.